# Patriarca Melquita d'Antioquia, Alexandria i Jerusalem
El patriarca melquita d'Antioquia i tot l'Orient, Alexandria i Jerusalem dels Melquites és el cap de l'Església Catòlica Melquita o Església Greco-melquita Catòlica. La seva seu és a Damasc, a Síria.

## Patriarques
L'actual patriarca, Josep I Absi, és el 173è patriarca després de sant Pere i el 21è patriarca des de la separació del patriarcat d'Antioquia entre grecs melquites catòlics i grecs ortodoxes, l'any 1724.
1. Ciril VI Tanas (1724-1760)
2. Màxim II Hakim (1760-1761)
3. Teodosi V Dahhan (1761-1788)
4. Atanasi IV Jaouhar (1788-1794)
5. Ciril VII Siage (1794-1796)
6. Agapi III Matar (1796-1812)
7. Ignasi IV Sarrouf (1812)
8. Atanasi VI Matar (1813)
9. Macari IV Tawil (1813-1816)
10. Ignasi V Qattan (1816-1833)
11. Màxim III Mazloum (1833-1855)
12. Climent I Bahouth (1856-1864)
13. Gregori II Youssef (1864-1897)
14. Pere IV Géraigiry (1898-1902)
15. Ciril VIII Géha (1902-1916)
16. Demetri I Qadi (1919-1925)
17. Ciril IX Moughabghab (1925-1947)
18. Màxim IV Sayegh (1947-1967)
19. Màxim V Hakim (1967-2000)
20. Gregori III Laham (2000-2017)
21. Josep I Absi (des de 2017)[2][3]